# Bild i bild

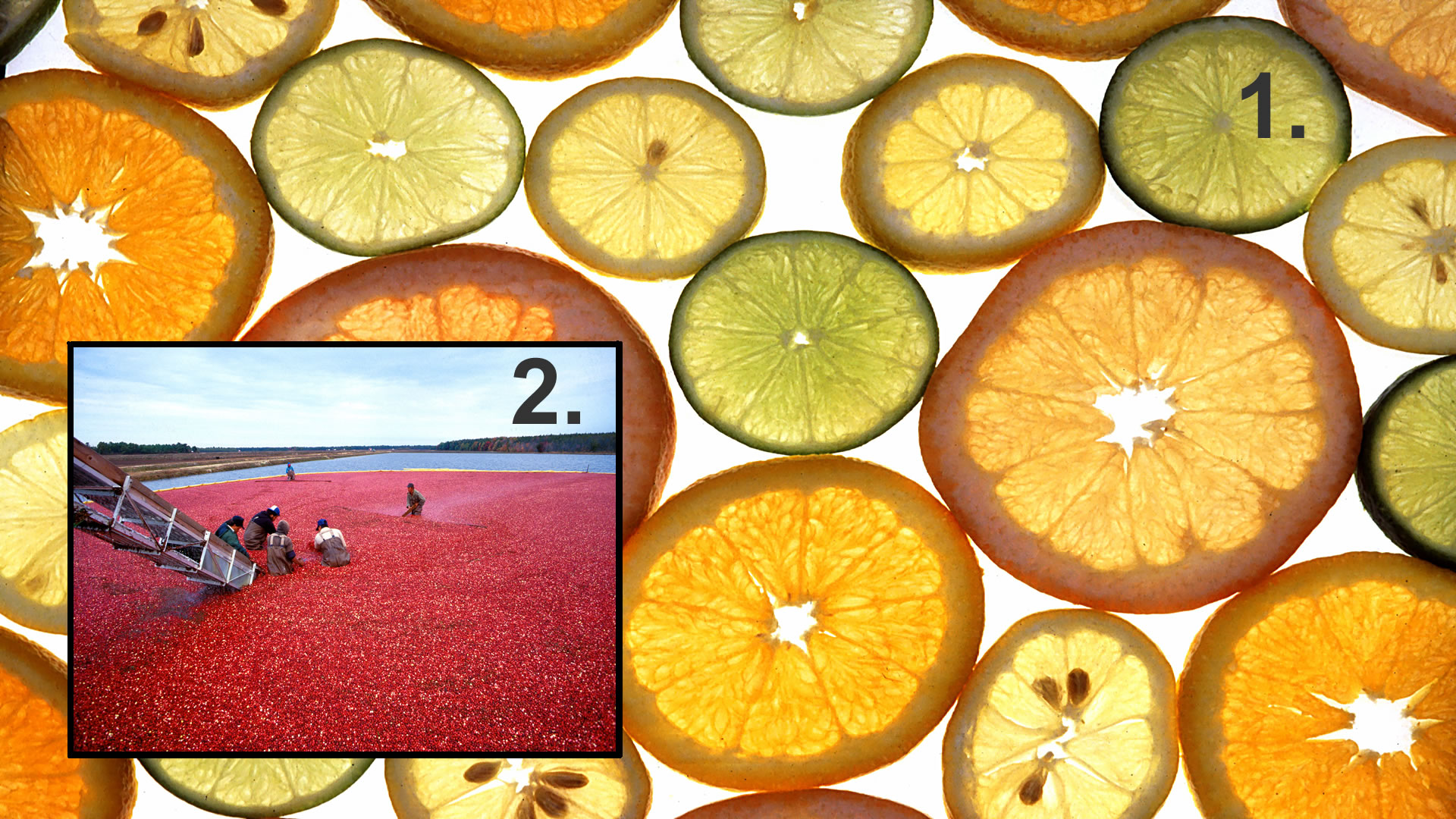
Bild i bild med infälld minibild (2) i huvudbilden (1).

Bild i bild, ofta skrivet bild-i-bild och ibland bib (engelska: Picture-in-picture (PiP)), är en miniatyrbild som visas på en skärm över en annan bild på TV, dator, smartmobil etc. Till exempel kan man på vissa TV-apparater medan man ser på en TV-kanal se en annan kanal i miniatyr. Bild i bild förekommer exempelvis i datorspelet The Sims.
Om TV-apparaten är försedd med en tv-mottagare, så kan bara en av bilderna visa tv-signaler. Den andra bilden är då begränsad till att visa videoinformation från andra källor som blu-ray-, DVD- eller mediaspelare. Vill man se två tv-utsändningar samtidigt, så krävs två tv-mottagare, antingen två stycken inbyggda eller en inbyggd och en extern.
På smartmobiler och en del andra mobila enheter kan bild-i-bild användas för att exempelvis titta på film i en liten ruta på skärmen samtidigt som man kan använda resten av skärmen till annat, som att exempelvis surfa på nätet. Alla appar har dock inte stöd för bild-i-bild (2020).